# Mercedes-Benz W 23
La Mercedes-Benz W 23 (désignation commerciale Mercedes-Benz 130) est la première voiture produite en série par Mercedes-Benz avec un moteur arrière. Elle a été fabriquée de 1933 à 1936.

## Historique

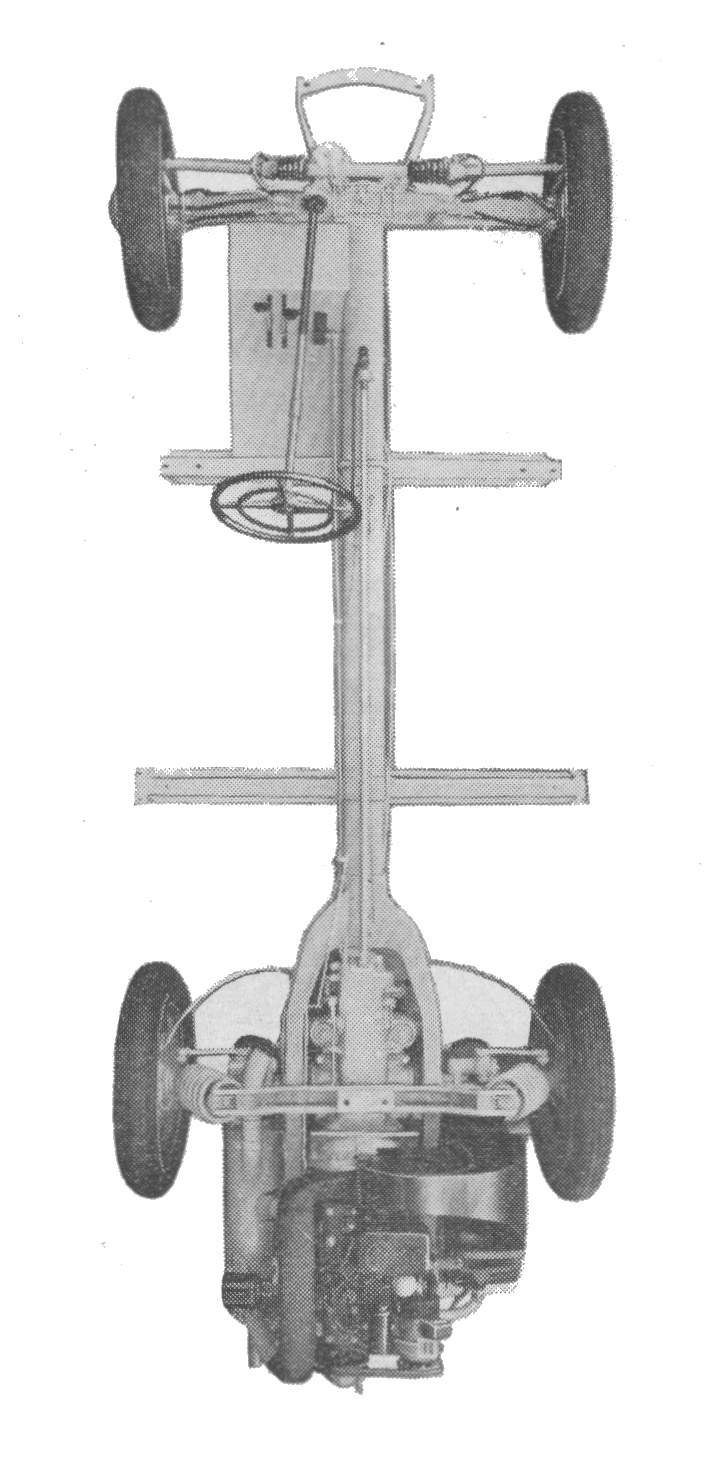
Mercedes-Benz W 23 sans carrosserie

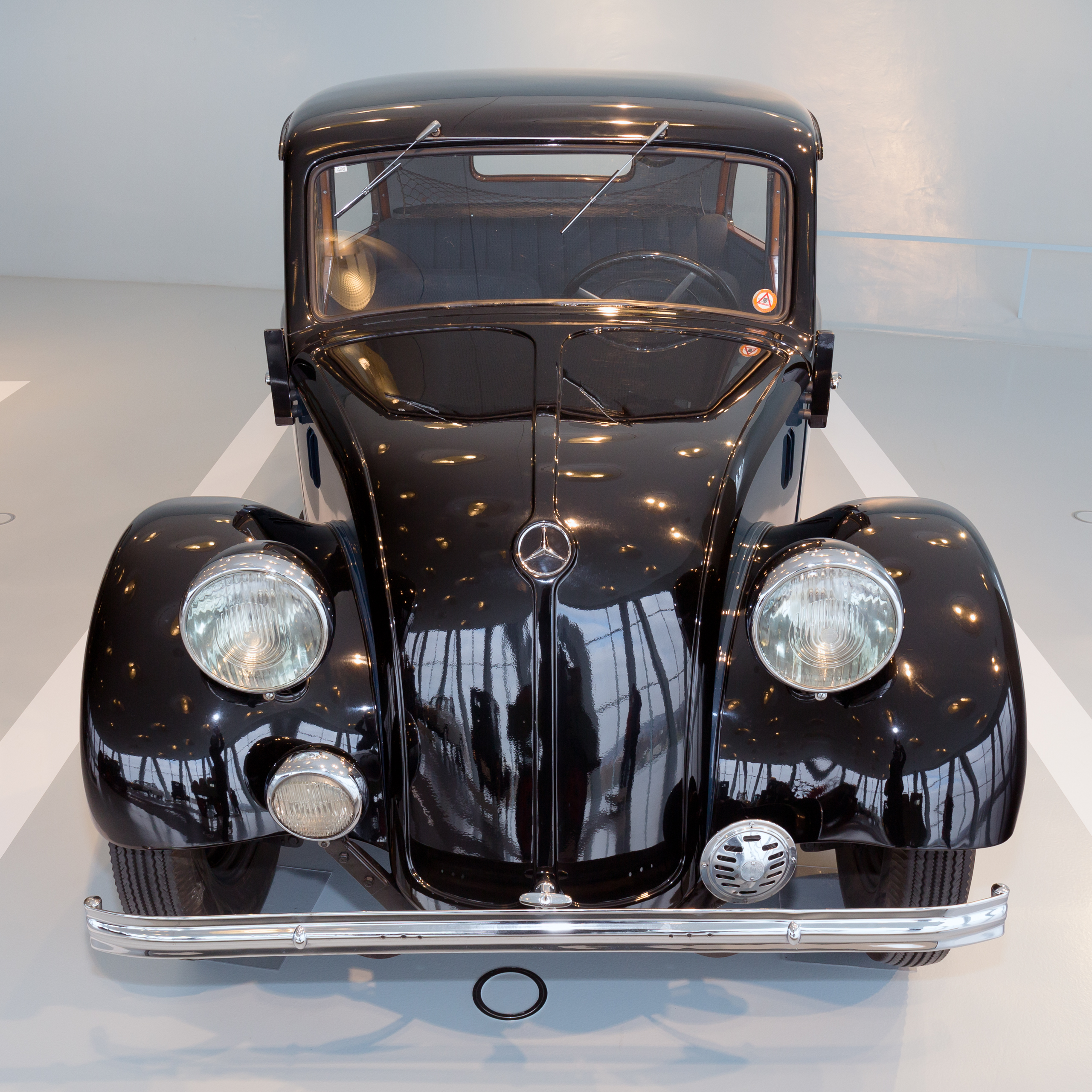
Mercedes-Benz 130 (W23)

La voiture a été présentée en février 1934 au salon de l'automobile de Berlin. En raison du faible succès des ventes, le modèle a été abandonné en 1936. L'une des raisons en était l'extrême lourdeur à l'arrière; 65% du poids du véhicule était sur l'essieu arrière. La successeur pourrait être considérée comme étant la Mercedes-Benz 170 H avec un moteur plus gros et une répartition du poids différente.

## Moteur et transmission
La Mercedes-Benz 130 était propulsée par un moteur quatre cylindres en ligne à soupapes latérales installé dans le sens de la longueur à l'arrière. Il a une cylindrée de 1 308 cm³ et délivre 26 ch (19 kW) à 3 400 tr/min. La boîte de vitesses à quatre rapports avec surmultiplication se trouvait devant l'essieu arrière. Elle pouvait atteindre une vitesse de pointe de 92 km/h.

## Châssis
Un essieu oscillant avec ressorts hélicoïdaux a été installé à l'arrière. Les roues avant étaient suspendues sans essieu sur deux ressorts à lames transversaux (suspension indépendante). La direction fonctionnait avec pignon et crémaillère.

## Versions de carrosserie
Les voitures étaient disponibles en voiture de tourisme (avec un toit décapotable et sans vitres latérales), en berline, en berline décapotable ou en véhicule utilitaire léger militaire. Les carrosseries, toutes dotées de deux portes battantes, reposaient sur des cadres tubulaires centraux avec des traverses qui bifurquaient à l'arrière.

## Production W 23
| Année | 1933 | 1934 | 1935 | 1936 | total |
| ----- | ---- | ---- | ---- | ---- | ----- |
| W 23  | 1    | 2205 | 1781 | 311  | 4298  |